# Бжезинко
Бжезинко — деревня в гмине Любич Торуньского повета Куявско-Поморского воеводства в центральной части севера Польши.